# Славко Обадов
Славко Обадов (Земун, 12. јул 1948) бивши је српски џудиста.

## Спортска каријера
Члан је СД Славије из Новог Сада са којом је био три пута екипни државни шампион, репрезентативац од 1966. године. Вишеструки је првак Југославије у џудоу и самбу, тренер и савезни капитен. Четвороструки је првак Балкана. Првак Медитерана био је 1975. и 1979. године.
На Европском првенству у џудоу 1968. освојио је бронзану медаљу, 1969. златну, а 1975. сребрну. На Светском првенству у џудоу 1973. освојио сребрну медаљу, а 1974. на Светском првенству у самбу бронзану.
Три пута је био учесник Олимпијских игара. На Олимпијским играма 1976. године у Монтреалу освојио је бронзану медаљу у средњој категорији, једну од две медаље за српски џудо, другу медаљу је освојио Радомир Ковачевић (1980 у Москви).
Током 2015. године постао је члан Демократске странке Србије. Обадов је редовни професор на Факултету спорта и физичког васпитања у Новом Саду.